# Brendon Urie
Brendon Boyd Urie (St. George (Utah), 12 d'abril de 1987) és un cantant, compositor i músic estatunidenc, conegut per ser el cantant de la banda de rock Panic! At the Disco, grup del qual és l'únic membre original vigent.

## Joventut

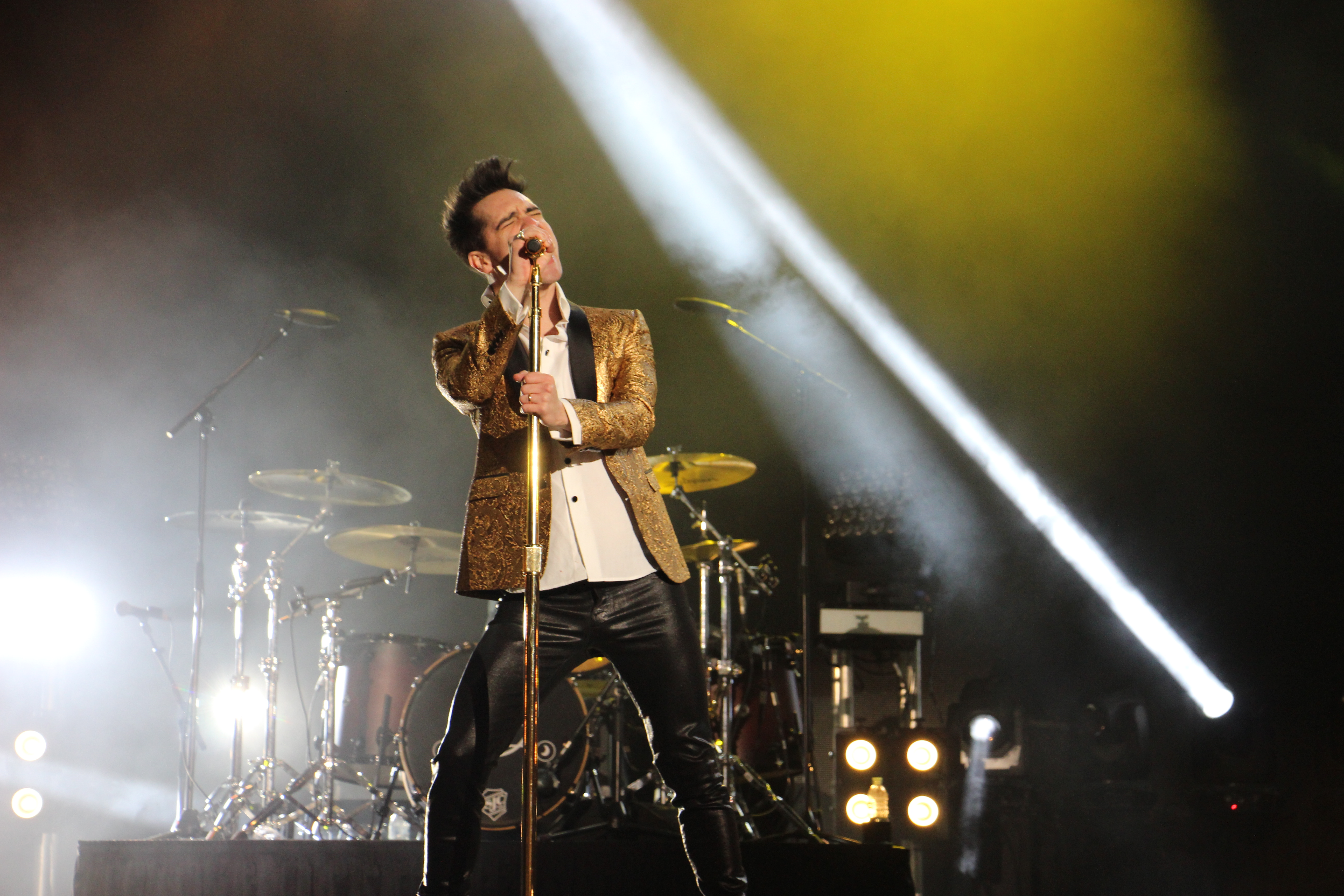
Brendon Urie el 2017

Brendon Urie va néixer a St. George (Utah) i la seva família es va traslladar a Las Vegas (Nevada) quan ell tenia 2 anys. És el petit de 5 fills engendrats per Grace i Boyd Urie. Tot i créixer en una família LDS, va abandonar la fe als 17 anys. Va estudiar a Palo Verde High School a Las Vegas, on va conèixer a classes de guitarra el futur ex-baixista de Panic!: Brent Wilson. Aquest li va demanar que provés de tocar a la seva banda, ja que necessitaven un suplent de guitarrista.
Urie es va descriure a si mateix com un "retardat". Treballava en un cafè per poder pagar el lloguer del local on assejava la banda. Al cafè cantava tot tipus de cançons pels clients com ell mateix explica: "Cantava qualsevol cosa que escoltés en aquell moment, però també estava obert a propostes. Recordo haver cantat cançons de Scorpions, una mica de W.A.S.P… els himnes dels 80 eren bons de cara a les propines. A algunes persones els agradava i a d'altres no i ho havia de respectar, però sempre tenia un parell de persones que em demanaven de cantar a canvi d'una propina. Era divertit"

## Carrera professional

### Panic! at the Disco
Quan va entrar a formar part de Panic! at the Disco de la mà de Brent Wilson ho va fer com a guitarrista, ja que el vocalista en aquell moment era Ryan Ross, però va ser escollit com a líder del grup quan la resta de membres del grup van sorpredre's de les seva capacitat vocal en substituir Ross durant un assaig. Des d'aleshores Panic! At the Disco ha tret 6 discos amb Urie com a cantant. A Fever You Can't Sweat Out va sortir al mercat el 2005 amb "I Write Sins Not Tragedies" com a single principal, i va tenir aproximadament 1,8 milions de vendes. Al segon disc, Pretty. Odd (2008), Urie va agafar la responsabilitat d'escriure la lletra de dues de les cançons del disc. Aquest mateix any també va escriure "New Perspective" per la banda sonora de la pel·lícula Jennifer's Body
El 22 de març de 2011, la banda va treure el tercer disc Vices & Virtues després que Ross i Walker deixessin el grup. Too Weird to Live, Too Rare to Die!, el quart album, va ser llençat l'octubre de 2013 i el 21 de juliol del següent any Urie va guanyar el premi de millor vocalista als Alternative Press Music Awards. El 2015 Spencer Smith, el bateria original, va deixar el grup al mateix temps que el baixista Dallon Weekes s'apartava de la primera línia del grup.
El 15 de gener de 2016, Panic! at the Disco va treure el seu 5è album, Death of a Bachelor, donant a la banda les millors vendes fins al moment i aconseguint situar el seu album com a número 1.
El març de 2018 la banda va treure dos nous singles: Say Amen (Saturday Night) i (Fuck A) Silver Lining. Al mateix moment s'anunciava una nova gira i àlbum anomenats Pray For The Wicked.

## Influències
Urie sovint cita Frank Sinatra, Queen i David Bowie com les seves influències més grans.

## Discografia
- A Fever You Can't Sweat Out (2005)
- Pretty. Odd (2008)
- Vices & Virtues (2011)
- To Weird to Live, Too Rare to Die! (2013)
- Death of a Bachelor (2016)
- Pray for the Wicked (2018)